# Agave cupreata
Agave cupreata (лат.) — вид растений рода Агава (Agave) подсемейства Агавовые (Agavoideae) семейства Спаржевые (Asparagaceae). Произрастает на юго-западе Мексики.

## Описание
Agave cupreata — агава, относящаяся к группе Crenatae, которая отличается медно-красными колючками, широкими светло-зелёными листьями, сильно зазубренными и с ярко выраженными отпечатками колючек по краям. Форма листьев, конечных и краевых колючек весьма разнообразна, но в целом соответствует общему для этой группы образцу. Соцветие — метёлка, монокарпическое, то есть цветёт один раз и отмирает. Растение достигает зрелости в возрасте от 7 до 15 лет и размножается только половым путём.

## Ареал и местообитание

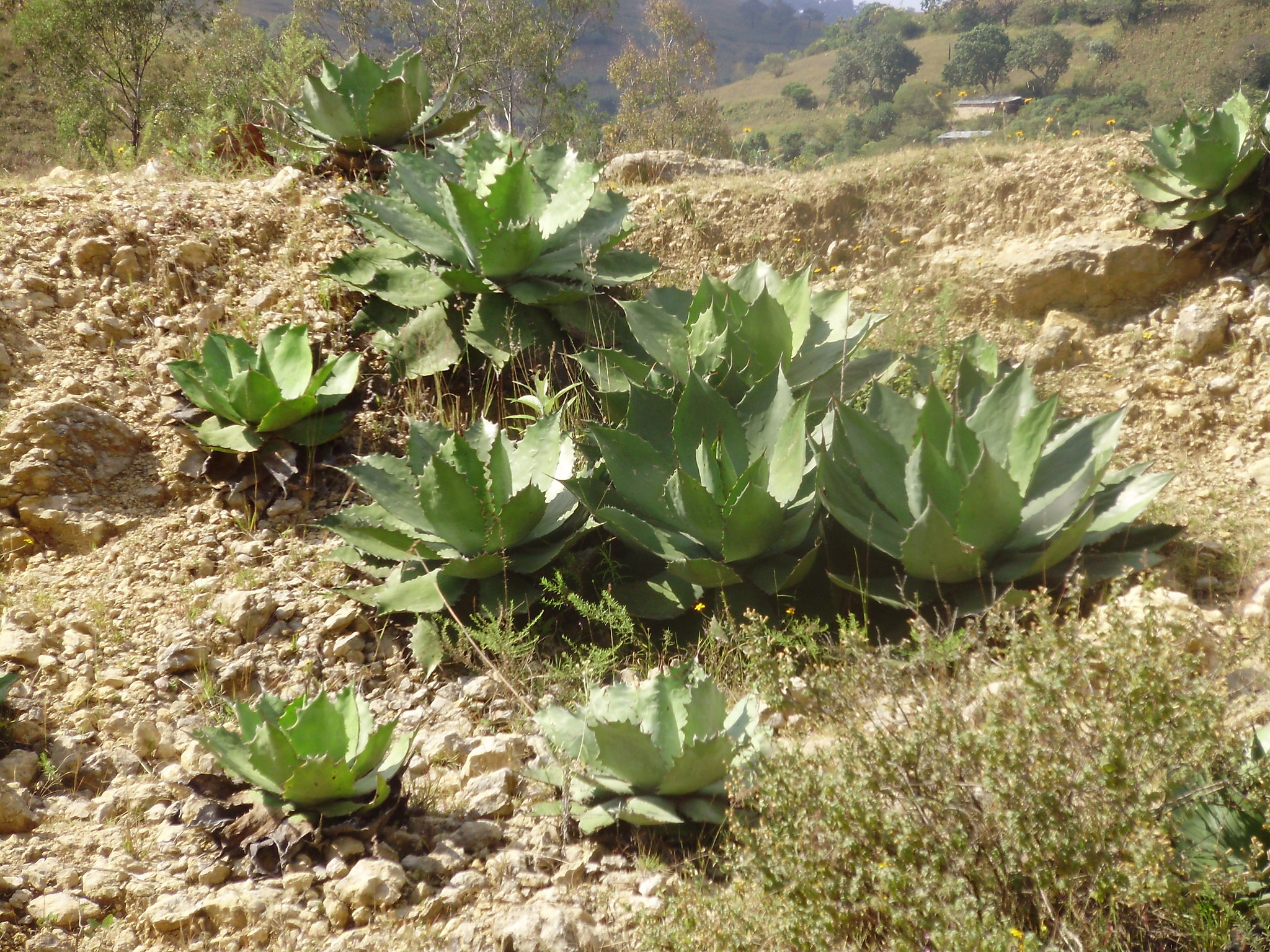
В природе

Агава A. cupreata эндемична для штатов Мичоакан, Герреро и Оахака в Мексике. Она произрастает на склонах высотой от 1220 до 1850 м над уровнем моря в бассейне реки Бальсас, полузасушливом регионе в штатах Герреро и Мичоакан на юго-западе Мексики. Она не размножается вегетативно, поэтому сбор её для производства мескаля непосредственно перед цветением и плодоношением препятствует выживанию популяции. Её отличительной особенностью являются медно-красные колючки.

## Охранный статус
Её популяция существенно сократилась из-за сбора зрелых растений непосредственно перед цветением для производства мескаля на кустарных винокурнях, что препятствует размножению вида. Дело в том, что эта агава теряет качество во время цветения, поэтому её собирают раньше. Однако для размножения отбирают самые здоровые, крупные и сильные растения.

## Использование
Сообщества в горах Герреро собирают урожай и делают мескаль из агавы, известной на местном уровне как агава папалоте. Общины муниципалитета Мадеро в Мичоакане выращивают и размножают агаву уже много лет, что позволяет надеяться на воспроизводство растения.
Размножение осуществляется семенами, затем рассаду поливают в течение всего процесса проращивания. Через 15 дней её высаживают, а через два месяца — снова. Продолжают поливать до наступления дождей на второй год после посадки. В начале сезона дождей её высаживают на постоянное место. Хотя это не обязательно, можно добавить азот для поддержания здоровья и ускорения роста. Скорость роста зависит от количества воды и удобрений.